# Algodonales
Algodonales là một đô thị trong tỉnh Cádiz, Tây Ban Nha. Theo điều tra dân số 2002 đô thị này có dân số là 5607 người.

## Dân số
| 1999  | 2000  | 2001  | 2002  | 2003  | 2004  | 2005  |
| ----- | ----- | ----- | ----- | ----- | ----- | ----- |
| 5.680 | 5.617 | 5.612 | 5.607 | 5.621 | 5.650 | 5.630 |

Source: INE (Tây Ban Nha)